# Hugo Grotius
Hugo Grotius, také známý jako Huig de Groot a Hugo de Groot (10. dubna 1583, Delft – 28. srpna 1645, Rostock), byl holandský humanista, diplomat, právník, teolog, státník, básník, dramatik a představitel školy přirozeného práva. Byl také filozofem, křesťanským apologetem a jedním z prvních představitelů politické geografie.
Byl to výjimečný člověk (číst uměl ve dvou letech a doktorát z práva získal v patnácti). V roce 1613 se stal radním v Rotterdamu, přijal arminianismus a po Arminiově smrti se stal vůdcem této křesťanské skupiny. Když se roku 1618 postavil proti oranžskému princi Mořici Nasavskému, byl na doživotí uvězněn. V roce 1620 se mu podařilo uprchnout k francouzskému dvoru a v letech 1634 – 1645 byl v Paříži švédským velvyslancem.
V právních otázkách kritizoval humanisty, kterým vyčítal jmenovitě to, že vyzdvihovali dokonalost klasického římského práva a většinou mu připisovali až „úroveň nepsaného rozumu a spravedlnosti“ (scripta ratio et iustitia). Dokonalé a spravedlivé právo je možné podle Grotia odvodit jen z rozumu a lidské přirozenosti.
Ve své knize Mare Liberum (1609) se zabýval otázkou politického členění moře a zastával názor, že „širé moře patří všem.“

## Dílo

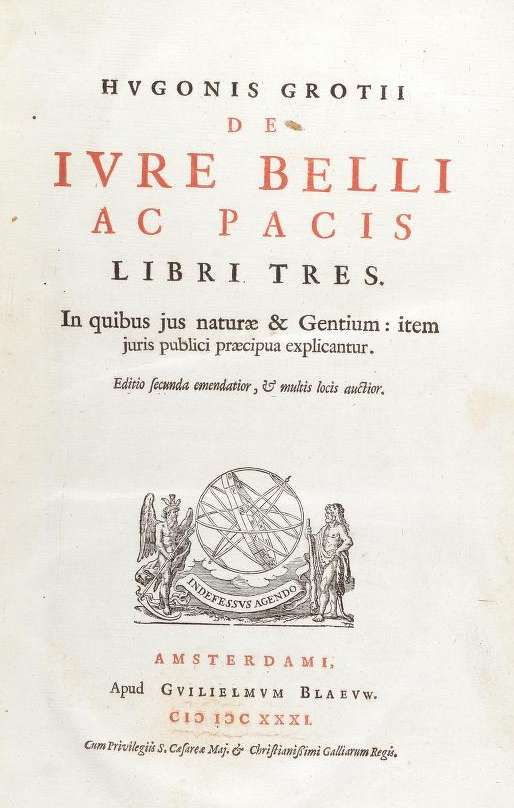
O právu války a míru

Celé jeho teologické dílo bylo dáno na Index zakázaných knih. Z jeho dalšího díla pak: Apologeticus, Poemata, De imperio summarum, Annales et historiae, Dissertationes de studiis instituendis, Commentatio ad loca quaedam n. testamenti, Dissertatio de coenae administratione a Explicatio decalogi. Jeho neslavnější dílo – De iure belli ac pacis, bylo dáno na Index dekretem z r. 1627. Nicméně nakonec bylo vypuštěno, neboť v edici Indexu z r. 1900 se již nenachází.
- Adamus exul (Adamův exil) – 1601
- De republica emendanda, 1601
- Parallelon rerumpublicarum (Srovnání ústav), 1602
- De iure praedae, 1604
- Christus patiens (Umučení Krista) – Leiden, 1608
- Mare Liberum (Svobodné moře) – Leiden, 1609
- De antiquitate reipublicae Batavicae, 1610
- Ordinum pietas, (Zbožnost) 1613
- Ordinum Hollandiae ac Westfrisiae pietas (Zbožnost v Holandsku a Západním Frísku) – Leiden, 1613
- De satisfactione Christi adversus Faustum Socinum (Spasení v Kristu podle Fausta Socina) – Leiden, 1617
- Defensio fidei catholicae de satisfactione (Obrana víry ve spasení pro všechny), 1617
- Bewijs van den waaren godsdienst (Důkaz pravdivého náboženství) – Rotterdam, 1622
- Apologeticus (Obhajoba) – Paris, 1622
- De iure belli ac pacis (O právu války a míru), 1625
- De veritate religionis Christianae (O pravdě křesťanského náboženství), 1627 (česky 2014)
- Inleydinge tot de Hollantsche rechtsgeleertheit (Úvod do holandského práva), 1631
- Sophompaneas (Josef) – Amsterdam, 1635
- De origine gentium Americanarum dissertatio (Disertace o původu amerických národů) – Paris 1642
- Via ad pacem ecclesiasticam (Cesta k náboženskému míru), 1642
- Annotationes in Vetus Testamentum (Komentář ke Starému zákonu Bible) – Amsterdam, 1644
- De imperio summarum potestatum circa sacra, 1647
- De fato (O předurčení), 1648
- Annotationes in Novum Testamentum (Komentář k Novému zákonu Bible) – Amsterdam and Paris, 1641–50
- Annales et historiae de rebus Belgicis (Historie Nizozemců), 1657